# Tsunamifisch

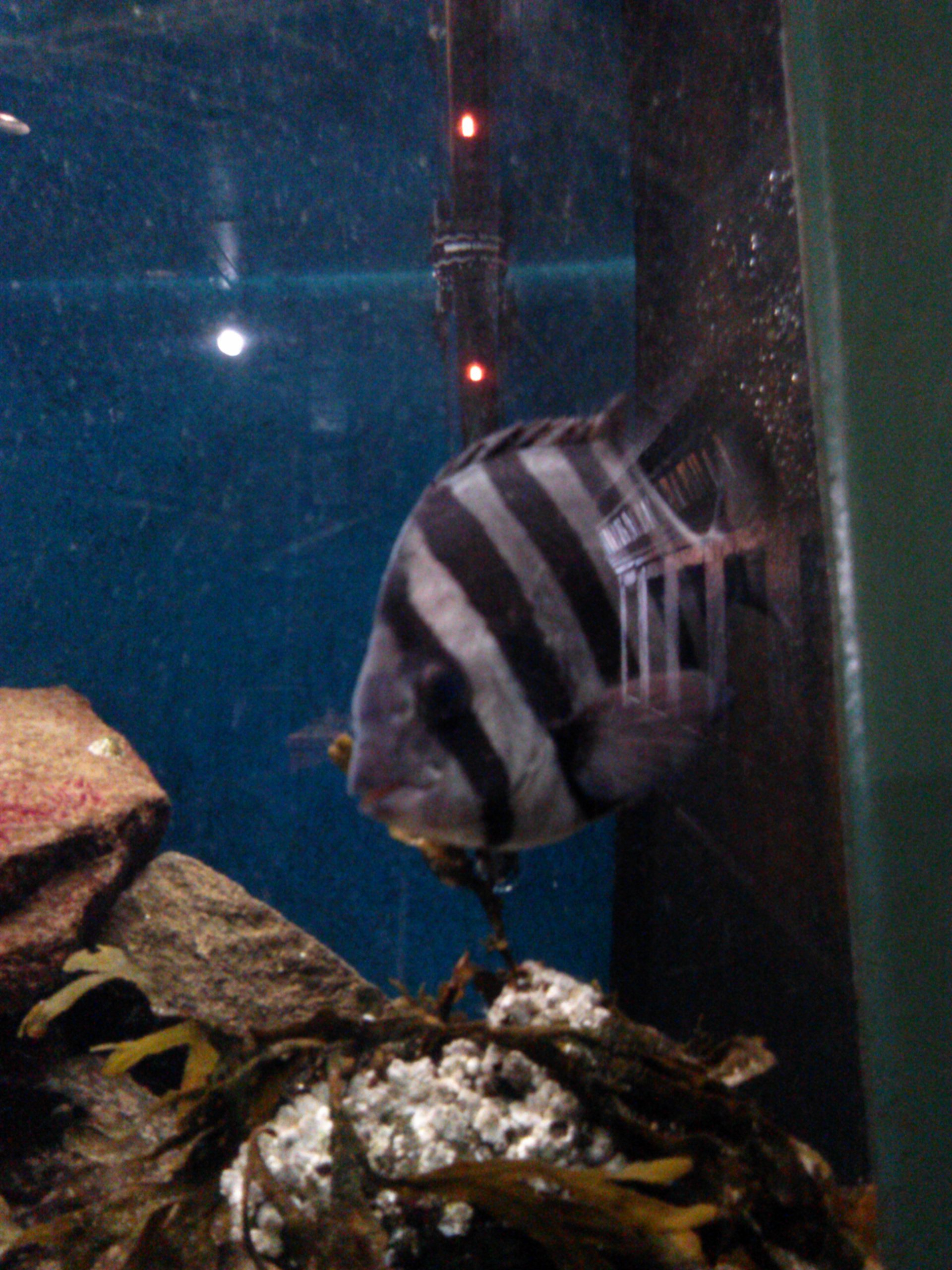
Der „Tsunamifisch“ im Dezember 2013

Der Tsunamifisch war ein Individuum der Schnabelbarschart Oplegnathus fasciatus, das im teilweise untergegangenen Rumpf des japanischen Bootes Sai-shou-maru überlebte, nachdem sich das Boot beim Tōhoku-Erdbeben 2011 losgerissen hatte und abgetrieben wurde. Am 22. März 2013 wurde das Boot an der Küste bei Long Beach, Washington angespült, mehr als 6400 km (4000 Meilen) vom Ausgangspunkt entfernt. Der Fisch lebte danach im Seaside Aquarium in Seaside, Oregon.

## Tsunami und Route
Das Tōhoku-Erdbeben vom 11. März 2011 war das kräftigste bisher gemessene japanische Erdbeben. Der dadurch ausgelöste Tsunami trieb die 6,1 m (20 Fuß) lange Sai-shou-maru von der Präfektur Iwate aufs Meer hinaus. Das Boot wurde möglicherweise bereits zu diesem Zeitpunkt mit Seewasser überspült, das Meereslebewesen enthielt, einschließlich der Larven von Gestreiften Schnabelbarschen. Während das Wrack zwei Jahre lang über den Pazifischen Ozean getrieben wurde, wuchsen die Larven zu Jungfischen heran. Wissenschaftler sind sich nicht einig, ob die Fische wirklich durch die Wellen vor der japanischen Küste oder erst in der Nähe von Hawaii in den Rumpf des Geisterschiffs gespült wurden.

## Entdeckung
Das Wrack des Bootes wurde am 22. März 2013 als Strandgut entdeckt, wobei ein Abteil im hinteren Bootsteil ein ‚Aquarium‘ bildete. Das kleine Ökosystem enthielt fünf Schnabelbarsche sowie 30 andere Arten von Pflanzen und wirbellosen Tieren. Vier Schnabelbarsche wurden durch das Washington Department of Fish and Wildlife kurz nach ihrer Entdeckung eingeschläfert, vielleicht weil befürchtet wurde, dass sich der Warmwasserfisch zu einem Neozoon entwickeln könnte. Forscher der Oregon State University untersuchten anhand dieser Exemplare das tatsächliche Alter und die Ernährung der Fische. Der fünfte Fisch wurde in einem Eimer ins Rathaus gebracht. Kurz darauf bestätigte das Seaside Aquarium auf Anfrage, dass es sich um den Fisch kümmern werde. Mindestens bis zum Jahresende 2013 war der Tsunamifisch im Aquarium ausgestellt.